# F801i
FOMA F801i（フォーマ・エフ はち まる いち アイ）は、富士通によって開発された、NTTドコモの第三世代携帯電話（FOMA）端末製品。ブランド名は、キッズケータイ。

## 概要
- SA800iに次ぐ、GPS測位機能搭載、子どもへの配慮と保護をコンセプトにした携帯電話の第二弾として、2007年12月20日に発売された。

- 先代SA800iに引き続き、GPS機能や、アラーム・緊急発呼連動型防犯ブザー等を搭載。またFOMA端末の位置確認サービスイマドコサーチやケータイお探しサービスに対応。自宅や保護者など、最大5件の連絡先をワンタッチで呼び出し、簡単に電話やメールができる「直デン」ボタンを備える。また、端末暗証番号の入力なしでは完全に電源を切ることができない。「キッズiモード」を契約すれば、通常のiメニューの代わりに子ども向けコンテンツ「キッズiメニュー」を表示する。

- P903iやP904iにも採用していた一定の距離を離れると端末がロックするあんしんキーの技術を採用した、リストバンド形の「おまもリモコン」が付属している。

- 三洋電機の携帯電話事業撤退に伴い、二代目はらくらくホンのノウハウを持った富士通が担当することになった。大半の機能は、ベースとなったF705iと共通している。

- F801iより、防浸水能力を採用され、F704iやSO902iWP+が採用している日本工業規格 (JIS) が定めるIPX7等級（JIS保護等級7相当）を、防噴流水能力に関してはIPX5等級（JIS保護等級5相当）をそれぞれ取得しており、端末本体と付属品「おまもリモコン」に対応している。

- SA800iに引き続き、クリエイティブディレクターの佐藤可士和がデザインを担当し、富士通による小学校3・4・5年生を対象とした携帯電話のデザイン調査から最も人気のある形状（フラット&スクエア）を採用している。

| 主な対応サービス           | 主な対応サービス                    | 主な対応サービス         | 主な対応サービス             |
| -------------------------- | ----------------------------------- | ------------------------ | ---------------------------- |
| DCMX／おサイフケータイ     | うた・ホーダイ                      | 着うたフル／着うた       | デジタルオーディオプレーヤー |
| 直感ゲーム／メガiアプリ    | Music&Videoチャネル／ビデオクリップ | 3Gローミング             | プッシュトーク               |
| FOMAハイスピード           | GPS／ケータイお探し                 | デコメール／デコメ絵文字 | iチャネル                    |
| 着もじ                     | テレビ電話／キャラ電                | 電話帳お預かりサービス   | フルブラウザ                 |
| おまかせロック／バイオ認証 | 外部メモリーへiモードコンテンツ移行 | トルカ                   | iC通信                       |
| きせかえツール／マチキャラ | バーコードリーダ／名刺リーダ        | 2in1                     | エリアメール                 |

## キッズiメニュー
- キッズ iモードフィルタ-2007年4月6日にキッズiモードから名称変更。iモードメニューサイトのみにアクセスできるホワイトリスト形式を採用。
- iモードフィルタ-2007年4月6日にキッズiモードプラスから名称変更。出会い系サイト、アダルト系、ギャンブル系サイトなどにフィルタリングをかけてアクセス禁止にするブラックリスト形式。ネットスター社のデータベースを使用。
- 時間制限-22時から翌日の6時までは一切のiモードによるアクセスを不可能にする。

## 歴史
- 2007年10月22日：電気通信端末機器審査協会（JATE）通過
- 2007年12月10日：発表
- 2007年12月20日：発売